# Estadio Olímpico Atahualpa
Het Estadio Olímpico Atahualpa (Olympisch Stadion Atahualpa) is een stadion in de stad Quito, Ecuador. Het stadion wordt vooral gebruikt voor voetbalwedstrijden, al worden er ook af en toe atletiekwedstrijden georganiseerd. Het is de thuishaven van de voetbalclubs El Nacional, Deportvio Quito en Universidad Católica. Ook het nationale elftal speelt er zijn thuiswedstrijden.
Het stadion werd geopend op 25 november 1951 en biedt plaats aan 40.000 personen.
Tijdens de kwalificatie voor het Wereldkampioenschap voetbal 2006 bleef de nationale ploeg van Ecuador ongeslagen in dit stadion. Ecuador wist onder andere te winnen van Brazilië en Argentinië en zich mede hierdoor te plaatsen voor het WK.